# Carbohydrat

Lactose là một loại disacarit có trong sữa. Nó bao gồm một phân tử D-galactose và một phân tử D-glucose liên kết với nhau bởi một liên kết glycosit β-1-4.

Carbohydrat[α] (tiếng Anh: carbohydrate) hay glucid (tiếng Pháp: glucide) là một chất hữu cơ có chứa 3 nguyên tố là carbon (C), oxy (O) và hydro (H) với tỷ lệ H:O = 2:1 (tương tự tỷ lệ của nước H2O). Một cách tổng quát, có thể biểu diễn công thức phân tử của Carbohydrat là Cm(H2O)n hoặc Cn(H2O)m  (trong đó m và n là các số tự nhiên khác không, có thể bằng hoặc khác nhau). Đây là một nhóm  phổ biến nhất trong bốn nhóm  phân tử sinh học chính. Chúng có nhiều vai trò quan trọng trong các cơ thể sống như tích trữ và vận chuyển  năng lượng (như tinh bột, glycogen) và các thành phần cấu trúc (như cellulose trong thực vật và kitin trong động vật). Thêm vào đó, carbohydrat và các dẫn xuất của nó có vai trò chính trong quá trình làm việc của hệ miễn dịch, thụ tinh, phát bệnh và sinh học phát triển.

## Cấu trúc
Carbohydrat cấu tạo nên hầu hết các vật chất hữu cơ trên Trái Đất do các vai trò bao quát của chúng trong tất cả các dạng sống. Đầu tiên là tồn tại ở dạng dự trữ năng lượng, nhiên liệu và chất trao đổi trung gian. Thứ 2, các loại đường ribose và deoxyribose tạo thành một phần trong cấu trúc của RNA và DNA. Thứ 3, polysaccharide là các thành phần cấu trúc của thành tế bào vi khuẩn và thực vật. Thực ra, cellulose là thành phần chính của thành tế bào thực vật và là một trong những hợp chất hữu cơ phổ biến nhất trong sinh quyển. Thứ 4, carbohydrat có quan hệ với một số protein và lipid, các chất này có vai trò quan trọng trong việc tương tác gián tiếp giữa các tế bào và sự tương tác giữa các tế bào với các thành phần khác trong môi trường của tế bào.
Carbohydrat là hợp chất hữu cơ đơn giản nhất gồm aldehyde hoặc keton với một số nhóm hydroxyl, thường thì mỗi nguyên tử carbon chứa nhóm chức aldehyde hoặc keton. Các đơn vị cơ bản của carbohydrat được gọi là monosacarit; ví dụ như glucose, galactose, và fructose. Công thức thu gọn tổng quát của một monosaccharide là (C·H2O)n, với n lớn hơn hoặc bằng 3; tuy nhiên, không phải tất cả carbohydrat đều tuân theo công thức này (như acid uronic, các đường deoxy như fucose), hoặc không phải tất cả các chất hóa học có công thức như trên thì được xếp vào nhóm carbohydrat.
Monosaccharide có thể được liên kết với nhau để tạo thành polysaccharide (hay oligosaccharide) theo nhiều cách khác nhau. Một số carbohydrat chứa một hoặc nhiều hơn các phân tử monosaccharide khi có một hoặc vài nhóm chức bị thay thế hoặc bị khử. Ví dụ, deoxyribose là thành phần cấu tạo của DNA bị biến đổi từ ribose; kitin được cấu tạo bởi các đơn vị N-acetylglucosamine có tính tuần hoàn, là một dạng glucose chứa nitơ.
Danh pháp khoa học của các carbohydrat rất phức tạp còn các tên gọi thông thường của các carbohydrat thường có phần đuôi là -ose. Glycoinformatics là ngành nghiên cứu đặc biệt tiếp cận đến tin sinh học duy nhất và đặc biệt của các carbohydrat.

## Phân loại
Carbohydrates là các aldehyde polyhydroxy, keton, rượu, acid, các chất dẫn xuất đơn giản của chúng và polyme của chúng có sự liên kết của các loại acetal. Chúng có thể được phân loại theo mức độ trùng hợp (polymerization) và có thể được chia thành ba nhóm chính ban đầu, cụ thể là các loại đường (thực phẩm), oligosaccharides và polysaccharides
| Lớp (DP*)               | Phân nhóm                  | Các thành phần                                   |
| ----------------------- | -------------------------- | ------------------------------------------------ |
| Đường (thực phẩm) (1-2) | Monosaccharides            | Glucose, galactose, fructose                     |
| Đường (thực phẩm) (1-2) | Disaccharides              | Sucrose, lactose, maltose, trehalose             |
| Đường (thực phẩm) (1-2) | Polyols                    | Sorbitol, mannitol                               |
| Oligosaccharides (3-9)  | Malto-oligosaccharides     | Maltodextrins                                    |
| Oligosaccharides (3-9)  | Other oligosaccharides     | Raffinose, stachyose, fructo-oligosaccharides    |
| Polysaccharides (>9)    | Tinh bột                   | Amylose, amylopectin, modified starches          |
| Polysaccharides (>9)    | Non-starch polysaccharides | Xellulose, hemicellulose, pectins, hydrocolloids |

DP * = Degree of polymerization (mức độ trùng hợp)

## Monosaccharide

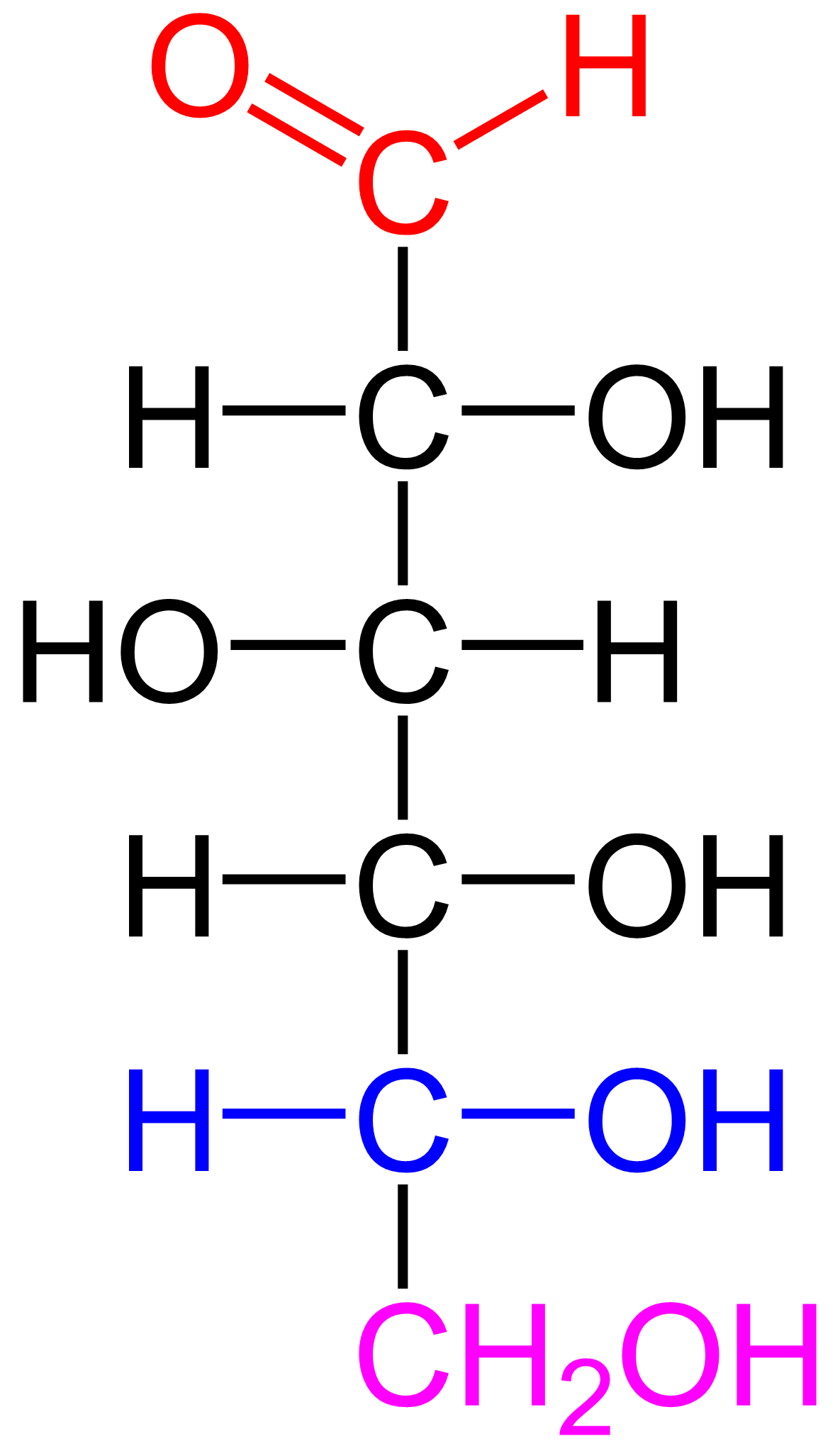
D-glucose là một aldohexose có công thức là (C·H_{2}O)_{6}. Các nguyên tử màu đỏ thuộc nhóm aldehyde, và màu xanh thuộc nhóm asymmetric center nằm xa aldehyde; do vậy góc -OH này nằm phên phải của Fischer projection, đây là đường loại D.

Monosaccharide là các carbohydrate đơn giản do đó chúng không thể thủy phân thành các carbohydrate nhỏ hơn. Chúng là các aldehyde hoặc keton có hai hay nhiều nhóm hydroxyl. Công thức hoá học tổng quát của một monosaccharide chưa hiệu chỉnh là (C•H2O) n, nghĩa đen là một "carbon hydrate." Monosaccharide là các phân tử nhiên liệu quan trọng cũng như là những khối liên kết trong các acid nucleic. Monosaccharide đơn giản nhất có n = 3 là các dihydroxyacetone và D- và L-glyceraldehyde.

### Phân loại các monosaccharide
Các đồng phân α và β của glucose. Vị trí của nhóm hydroxyl (đỏ hoặc lục) trên các carbon đồng phân tương đối so với nhóm CH2OH liên kết với carbon 5: chúng hoặc là ở vị trí đối diện (α), hoặc ở vùng phía (β).
Monosaccharide được phân loại dựa trên 3 đặc điểm khác nhau gồm: vị trí của các nhóm carbonyl, số nguyên tử carbon, và đối xứng bàn tay của chúng. Nếu nhóm carbonyl là aldehyde, monosaccharide là aldose; nếu nhóm carbonyl là keton, monosaccharide là ketose. Monosaccharide có 3 nguyên tử carbon là triose, 4 nguyên tử carbon là tetrose,  5 nguyên tử carbon là pentose, sáu là hexose, và tương tự. Hai hệ thống phân loại này thường được sử dụng kết hợp. Ví dụ, glucose là một aldohexose (aldehyde sáu carbon), ribose là một aldopentose (aldehyde 5 carbon), và fructose là một ketohexose (keton 6 carbon).
Các nguyên tử carbon liên kết với một nhóm hydroxyl (-OH), với ngoài lệ là carbon đầu tiên va cuối cùng là không đối xứng, tạo ra hai vị trí có thể khác nhau theo cấu trúc không gian trung tâm (R hay S). Do tính bất đối xứng này, một số đồng phân có thể tồn tại đối với bất kỳ một công thức monosaccharide cho trước. Ví dụ, aldohexose D-glucose có công thức là (C·H2O) 6, trong đó tất cả chỉ 2 trong sáu nguyên tử carbon là không đồng phẳng với các phân tử còn lại, làm cho D-glucose tạo ra 24 = 16 vị trí đồng phân không gian. Trong trường hợp của glyceraldehydes, aldotriose, có một cặp đồng phân không gian là enantiomers và epimer. 1, 3-dihydroxyacetone, ketose giống với aldose glyceraldehydes, là một phân tử đối xứng không có các tâm không gian). Việc hoán đổi vị trí D hay L được thực hiện dựa trên hướng của cárbon bất đối xứng xa nhất tính từ nhóm carbonyl: trong hệ tọa độ Fischer chuẩn nếu nhóm hydroxyl nằm ở bên phải thí phân tử đó là đường D, ngược lại là đường L. Tiếp đầu ngữ "D-" và "L-" không nên nhầm lẫn với "d-" hay "l-", với ý nghĩa chỉ hướng xoay mặt phẳng ánh sáng phân cực. Việc sử dụng "d-" và "l-" không tuân theo quy tắc hoá học của carbohydrate.

### Sử dụng trong sinh vật
Monosaccharide là nguồn nhiên liệu chính trong quá trình trao đổi chất, được sử dụng làm nguồn năng lượng (glucose là nguồn năng lượng quan trọng nhất trong tự nhiên) cũng như trong quang hợp. Khi monosaccharide không được nhiều tế bào sử dụng ngay lập tức thì chúng thường chuyển sang các dạng có lưu trữ có hiệu quả hơn về mặt không gian như polysaccharide. Trong các loài động vật, bao gồm cả con người, dạng lưu trữ này là glycogen, đặc biệt có trong gan và các tế bào cơ. Còn trong thực vật, tinh bột là một cách lưu trữ tương tự.

## Disaccharide

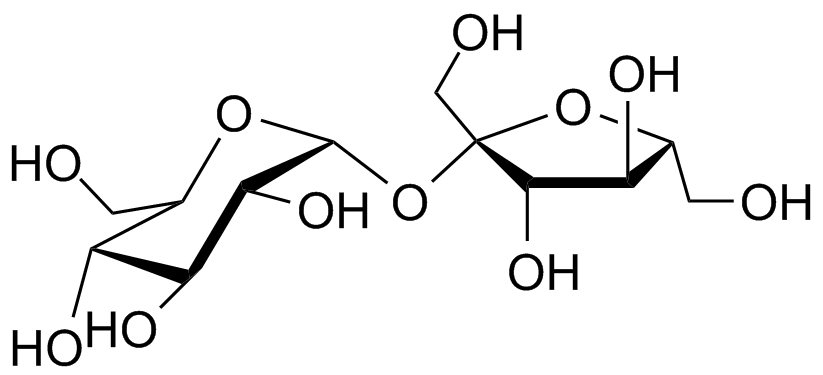
Sucrose, còn được gọi là đường ăn, là một disaccharie phố biến. Nó được cấu tạo bởi hai monosacharide: D-glucose (trái) và D-fructose (phải).

Khi hai monosaccharide liên kết với nhau sẽ tạo thành disaccharide và chúng là các polysaccharide đơn giản nhất, ví dụ như sucrose và lactose. Chúng liên kết với nhau bằng một liên kết cộng hóa trị tạo thành từ phản ứng khử nước, theo đó sẽ tách ra một nguyên tử hydro của một monosaccharide và một nhóm hydroxyl của monosaccharide còn lại. Công thức hóa học của disaccharides là C12H22O11. Mặc dù có nhiều kiểu disaccharide, chỉ một số ít disaccharides là được chú ý.
Sucrose là một disaccharide phổ biến nhất và là kiểu chính được vật chuyển trong thực vật. Nó bao gồm một phân tử D-glucose và một phân tử D-fructose. Danh pháp khoa học của sucrose là O-α-D-glucopyranosyl-(1→2)-D-fructofuranoside, bao gồm 4 yếu tố:
- Tên gọi của hai monosaccharide cấu tạo nên nó: glucose và fructose
- Kiểu cấu tạo vòng của chúng: glucose là pyranose, và fructose là furanose
- Cách chúng liên kết với nhau: oxy nối với carbon số 1 (C1) của α-D-glucose được liên kết với C2 của D-fructose.
- Tiếp vị ngữ -oside chỉ đồng phân carbon của hai monosaccharide tham gia vào liên kết cộng hóa trị.

Lactose, là một disaccharide được cấu tạo từ một phân tử D-galactose và một phân tử D-glucose, có nhiều trong sữa của động vật có vú. Danh pháp khoa học của lactose là O-β-D-galactopyranosyl-(1→4)-D-glucopyranose. Các disaccharides nổi tiếng khác là maltose (2 D-glucoses liên kết α-1,4) và cellulobiose (2 D-glucoses liên kết β-1,4).